# Vete (canción de Lucybell)
«Vete» es una canción del grupo de rock alternativo chileno, Lucybell. Es el segundo sencillo del disco Peces. Fue elegida como la mejor canción del año por varias radios en Chile. 
El video de Vete, dirigido por Ariel Guelfenbein, ingresó rápidamente a la rotación de MTV.
«Vete» fue compuesta por Lucybell, y las letras escritas por Claudio Valenzuela.
Es el tema número 4 del disco Peces (álbum).